# Olympische Sommerspiele 1988/Gewichtheben
Bei den XXIV. Olympischen Sommerspielen 1988 in Seoul fanden zehn Wettbewerbe im Gewichtheben statt. Austragungsort war die Gewichtheberhalle im Olympic Park Seoul.

## Bilanz

### Medaillenspiegel
| Platz | Land           | Gold | Silber | Bronze | Gesamt |
| ----- | -------------- | ---- | ------ | ------ | ------ |
| 1     | Sowjetunion    | 6    | 2      | –      | 8      |
| 2     | Bulgarien      | 2    | 1      | 1      | 4      |
| 3     | DDR            | 1    | 1      | 1      | 3      |
| 4     | Türkei         | 1    | –      | –      | 1      |
| 5     | Ungarn         | –    | 2      | –      | 2      |
| 6     | China          | –    | 1      | 4      | 5      |
| 7     | BR Deutschland | –    | 1      | 2      | 3      |
| 8     | Südkorea       | –    | 1      | 1      | 2      |
| 9     | Rumänien       | –    | 1      | –      | 1      |
| 10    | Polen          | –    | –      | 1      | 1      |

### Medaillengewinner
| Konkurrenz          | Gold                   | Silber             | Bronze             |
| ------------------- | ---------------------- | ------------------ | ------------------ |
| Fliegengewicht      | Sewdalin Marinow       | Chun Byung-kwan    | He Zhuoqiang       |
| Bantamgewicht       | Oksen Mirsojan         | He Yingqiang       | Liu Shoubin        |
| Federgewicht        | Naim Süleymanoğlu      | Stefan Topurow     | Ye Huanmin         |
| Leichtgewicht       | Joachim Kunz           | Israjel Militosjan | Li Jinhe           |
| Mittelgewicht       | Borislaw Gidikow       | Ingo Steinhöfel    | Alexander Warbanow |
| Leichtschwergewicht | Israil Arsamakow       | István Messzi      | Lee Hyung-kun      |
| Mittelschwergewicht | Anatoli Chrapaty       | Nail Muchamedjarow | Sławomir Zawada    |
| 1. Schwergewicht    | Pawel Kusnezow         | Nicu Vlad          | Peter Immesberger  |
| 2. Schwergewicht    | Juri Sacharewitsch     | József Jacsó       | Ronny Weller       |
| Superschwergewicht  | Aljaksandr Kurlowitsch | Manfred Nerlinger  | Martin Zawieja     |

## Ergebnisse

### Fliegengewicht (bis 52 kg)
| Platz | Land | Sportler         | Gewicht (kg) |
| ----- | ---- | ---------------- | ------------ |
| 1     | BUL  | Sewdalin Marinow | 270,0        |
| 2     | KOR  | Chun Byung-kwan  | 260,0        |
| 3     | CHN  | He Zhuoqiang     | 257,5        |
| 4     | CHN  | Zhang Shoulie    | 257,5        |
| 5     | POL  | Jacek Gutowski   | 247,5        |
| 6     | ROM  | Traian Cihărean  | 240,0        |
| 7     | HUN  | Béla Oláh        | 237,5        |
| 8     | JPN  | Kazushito Manabe | 230,0        |
| 9     | KOR  | Hwang In-dong    | 230,0        |
| 10    | VEN  | Humberto Fuentes | 227,5        |

Datum: 18. September 1988

24 Teilnehmer aus 18 Ländern

### Bantamgewicht (bis 56 kg)
| Platz | Land | Sportler            | Gewicht (kg) |
| ----- | ---- | ------------------- | ------------ |
| 1     | URS  | Oksen Mirsojan      | 292,5        |
| 2     | CHN  | He Yingqiang        | 287,5        |
| 3     | CHN  | Liu Shoubin         | 267,5        |
| 4     | INA  | Dirdja Wihardja     | 255,0        |
| 5     | JPN  | Takashi Ichiba      | 252,5        |
| 6     | KOR  | Kim Gwi-sik         | 252,5        |
| 7     | ESP  | Joaquín Valle       | 247,5        |
| 8     | ITA  | Giovanni Scarantino | 245,0        |
| 9     | FRA  | Pascal Arnou        | 245,0        |
| 10    | ALG  | Azzedine Basbas     | 245,0        |

Datum: 19. September 1988

23 Teilnehmer aus 17 Ländern
Der Bulgare Mitko Grablew wurde des Dopings mit Furosemid überführt und bekam die Goldmedaille aberkannt.

### Federgewicht (bis 60 kg)
| Platz | Land | Sportler             | Gewicht (kg) |
| ----- | ---- | -------------------- | ------------ |
| 1     | TUR  | Naim Süleymanoğlu    | 342,5        |
| 2     | BUL  | Stefan Topurow       | 312,5        |
| 3     | CHN  | Ye Huanmin           | 287,5        |
| 4     | KOR  | Min Jun-gi           | 280,0        |
| 5     | JPN  | Yosuke Muraki        | 277,5        |
| 6     | GRE  | Ioannis Sidiropoulos | 265,0        |
| 7     | JPN  | Kazushige Oguri      | 260,0        |
| 8     | COL  | Tolentino Murillo    | 260,0        |
| 9     | COL  | John Salazar         | 260,0        |
| 10    | PUR  | Angel Arroyo         | 235,0        |

Datum: 20. September 1988

17 Teilnehmer aus 14 Ländern

### Leichtgewicht (bis 67,5 kg)
| Platz | Land | Sportler                | Gewicht (kg) |
| ----- | ---- | ----------------------- | ------------ |
| 1     | GDR  | Joachim Kunz            | 340,0        |
| 2     | URS  | Israjel Militosjan      | 337,5        |
| 3     | CHN  | Li Jinhe                | 325,0        |
| 4     | POL  | Marek Seweryn           | 317,5        |
| 5     | TUR  | Ergün Batmaz            | 317,5        |
| 6     | CHN  | Xiao Minglin            | 305,0        |
| 7     | HUN  | István Kerek            | 302,5        |
| 8     | GRE  | Christos Konstantinidis | 300,0        |
| 9     | JPN  | Chōji Taira             | 297,5        |
| 10    | CAN  | Langis Côté             | 297,5        |

Datum: 21. September 1988

29 Teilnehmer aus 25 Ländern
Dem Bulgaren Angel Gentschew wurde die Goldmedaille wie seinem Landsmann Mitko Grablew (Klasse bis 56 kg) wegen Dopings aberkannt (positiv auf Furosemid getestet). Daraufhin zog der bulgarische Gewichtheberverband seine gesamte Mannschaft zurück, um weiteren Dopingenthüllungen vorzubeugen.

### Mittelgewicht (bis 75 kg)
| Platz | Land | Sportler           | Gewicht (kg) |
| ----- | ---- | ------------------ | ------------ |
| 1     | BUL  | Borislaw Gidikow   | 375,0        |
| 2     | GDR  | Ingo Steinhöfel    | 360,0        |
| 3     | BUL  | Alexander Warbanow | 357,5        |
| 4     | CHN  | Cai Yanshu         | 347,5        |
| 5     | ROM  | Andrei Socaci      | 347,5        |
| 6     | POL  | Waldemar Kosiński  | 332,5        |
| 7     | GBR  | Dean Willey        | 332,5        |
| 8     | USA  | Roberto Urrutia    | 327,5        |
| 9     | ITA  | Angelo Mannironi   | 325,0        |
| 10    | INA  | I Nyoman Sudarma   | 320,0        |

Datum: 22. September 1988

25 Teilnehmer aus 20 Ländern
Der viertplatzierte Kálmán Csengeri (HUN) wurde wegen Dopings disqualifiziert.

### Halbschwergewicht (bis 82,5 kg)
| Platz | Land | Sportler          | Gewicht (kg) |
| ----- | ---- | ----------------- | ------------ |
| 1     | URS  | Israil Arsamakow  | 377,5        |
| 2     | HUN  | István Messzi     | 370,0        |
| 3     | KOR  | Lee Hyung-kun     | 367,5        |
| 4     | GBR  | Dave Morgan       | 365,0        |
| 5     | POL  | Krzysztof Siemion | 357,5        |
| 6     | JPN  | Ryōji Isaoka      | 350,0        |
| 7     | ITA  | Fausto Tosi       | 340,0        |
| 8     | TUR  | Ali Eroğlu        | 330,0        |
| 9     | NGR  | Muyiwa Odusanya   | 320,0        |
| 10    | DOM  | Frank Pérez       | 317,5        |

Datum: 24. September 1988

22 Teilnehmer aus 20 Ländern

### Mittelschwergewicht (bis 90 kg)
| Platz | Land | Sportler           | Gewicht (kg) |
| ----- | ---- | ------------------ | ------------ |
| 1     | URS  | Anatoli Chrapaty   | 412,5        |
| 2     | URS  | Nail Muchamedjarow | 400,0        |
| 3     | POL  | Sławomir Zawada    | 400,0        |
| 4     | POL  | Andrzej Piotrowski | 365,0        |
| 5     | HUN  | Attila Buda        | 360,0        |
| 6     | GBR  | David Mercer       | 357,5        |
| 7     | FRG  | Roland Feldhoffer  | 350,0        |
| 8     | GBR  | Keith Boxell       | 350,0        |
| 9     | HUN  | Zoltán Balázsfi    | 345,0        |
| 10    | CAN  | Guy Greavette      | 337,5        |

Datum: 25. September 1988

28 Teilnehmer aus 22 Ländern

### 1. Schwergewicht (bis 100 kg)
| Platz | Land | Sportler           | Gewicht (kg) |
| ----- | ---- | ------------------ | ------------ |
| 1     | URS  | Pawel Kusnezow     | 425,0        |
| 2     | ROM  | Nicu Vlad          | 402,5        |
| 3     | FRG  | Peter Immesberger  | 395,0        |
| 4     | HUN  | János Bökfi        | 392,5        |
| 5     | FRA  | Francis Tournefier | 385,0        |
| 6     | CAN  | Denis Garon        | 382,5        |
| 7     | KOR  | Hwang U-won        | 382,5        |
| 8     | AUT  | Franz Langthaler   | 377,5        |
| 9     | ITA  | Fabio Magrini      | 370,0        |
| 10    | FRG  | Maik Nill          | 370,0        |

Datum: 26. September 1988

21 Teilnehmer aus 17 Ländern
Andor Szanyi (HUN) wurde die Silbermedaille wegen Dopings aberkannt (Nachweis von Stanozolol in der Urinprobe).

### 2. Schwergewicht (bis 110 kg)
| Platz | Land | Sportler            | Gewicht (kg) |
| ----- | ---- | ------------------- | ------------ |
| 1     | URS  | Juri Sacharewitsch  | 455,0        |
| 2     | HUN  | József Jacsó        | 427,5        |
| 3     | GDR  | Ronny Weller        | 425,0        |
| 4     | GDR  | Michael Schubert    | 425,0        |
| 5     | URS  | Alexander Popow     | 420,0        |
| 6     | ITA  | Norberto Oberburger | 415,0        |
| 7     | POL  | Stanisław Małysa    | 395,0        |
| 8     | FRG  | Frank Seipelt       | 387,5        |
| 9     | SWE  | Rickard Nilsson     | 375,0        |
| 10    | DEN  | Frank Juul Strømbo  | 367,5        |
|       |      |                     |              |
|       | FRG  | Eduard Ohlinger     | DNF          |

Datum: 27. September 1988

20 Teilnehmer aus 15 Ländern

### Superschwergewicht (über 110 kg)
| Platz | Land | Sportler               | Gewicht (kg) |
| ----- | ---- | ---------------------- | ------------ |
| 1     | URS  | Aljaksandr Kurlowitsch | 462,5        |
| 2     | FRG  | Manfred Nerlinger      | 430,0        |
| 3     | FRG  | Martin Zawieja         | 415,0        |
| 4     | USA  | Mario Martinez         | 407,5        |
| 5     | TCH  | Petr Hudeček           | 400,0        |
| 6     | EGY  | Reda El-Batoty         | 392,5        |
| 7     | AUS  | Charles Garzarella     | 370,0        |
| 8     | GRE  | Pavlos Saltsidis       | 367,5        |
| 9     | GBR  | Matthew Vine           | 352,5        |
| 10    | USA  | John Bergman           | 352,5        |

Datum: 29. September 1988

17 Teilnehmer aus 13 Ländern

## Doping
Es gab fünf Dopingfälle: die Bulgaren Mitko Grablew (Bantamgewicht) und Angel Gentschew (Leichtgewicht), der Spanier Fernando Mariaca (Leichtgewicht) und die Ungarn Kálmán Csengeri (Mittelgewicht) und Andor Szanyi (1. Schwergewicht). Nach den Medaillenaberkennungen gab es für die nachgerückten Athleten, die sich ihre Medaille auf saubere oder nicht nachzuweisende unsportliche Art erkämpft hatten, allerdings keine neuen Siegerehrungen.